# Jan Choinski
Jan Choinski (Coblenza, 10 giugno 1996) è un tennista britannico con cittadinanza tedesca, di origini polacche.
Ha come migliori piazzamenti nel ranking ATP la 126ª posizione in singolare raggiunta nell'agosto 2023 e la 622ª in doppio nel gennaio 2019.

## Biografia
Nasce in Germania da padre polacco e madre inglese, entrambi ballerini professionisti, che si erano conosciuti in Germania dove lavoravano. In seguito i genitori avevano aperto una scuola di danza in Germania, che Jan Choinski ha frequentato insieme alle sorelle. Inizia a giocare a tennis spinto dal padre, appassionato di questo sport, che lo portava con sé al campo da tennis da quando aveva due anni. Dopo aver giocato i primi anni sotto la bandiera tedesca, nel dicembre 2018 sceglie di rappresentare la Gran Bretagna, pur continuando a vivere in Germania.

## Carriera
Fa le sue prime apparizioni tra i professionisti nel circuito ITF tra il 2012 e il 2014, inizia a giocare con continuità nell'estate del 2014 e ad agosto alza il primo trofeo vincendo il singolare all'ITF Belgium F12. Subito dopo disputa per la prima volta un torneo dell'ATP Challenger Tour. Continua a giocare in prevalenza i tornei ITF e vince un altro titolo nel 2015. Nonostante non abbia compiuto sostanziali progressi nel ranking, nel 2016 fa il suo esordio nel circuito maggiore con una wild card allo Stuttgart Open e si ritira durante il match di primo turno. A maggio vince all'ITF Czech Republic F3 il suo primo torneo di doppio, che resterà l'unico titolo stagionale.
Nel 2017 vince quattro titoli ITF di cui tre consecutivi ad agosto. Il mese successivo vince il primo incontro in un Challenger e a ottobre raggiunge i quarti al Challenger di Las Vegas, risultati con cui entra nella top 300. Nel 2018 disputa la sua prima finale Challenger a Meerbusch e viene sconfitto da Filip Horanský per 7-6, 3-6, 3-6. Nell'arco della stagione vince anche due tornei ITF in singolare ma non va oltre il 234º posto mondiale. Nel 2019 non fa particolari progressi nel ranking e continua ad alternare gli impegni nei tornei ITF, vincendone due in singolare e uno in doppio, a quelli nei Challenger. Con il diffondersi della pandemia di COVID-19 gioca molto raramente nel 2020 e 2021 e scende oltre la 600ª posizione. Torna alla normalità nel 2022 e si aggiudica un titolo Challenger a Campinas e un titolo ITF tedesco, tornando nella top 300.
Nella primi mesi del 2023 disputa alcune semifinali Challenger, a marzo supera il nº 89 ATP Daniel Elahi Galán e ad aprile entra nella top 200. Dopo aver giocato senza successo nel corso della carriera diverse qualificazioni nel circuito maggiore, le supera per la prima volta come lucky loser all'Eastbourne International ed esce di scena al primo turno. Entra quindi con una wild card nel tabellone principale di Wimbledon, dove elimina il nº 56 del mondo Dušan Lajović ed esce sconfitto al secondo turno da Hubert Hurkacz. Supera le qualificazioni all'ATP 500 di Amburgo superando di nuovo Galán nel turno decisivo e viene eliminato al primo turno. Ad agosto vince il Meerbusch Challenger battendo in finale Camilo Ugo Carabelli e porta il miglior ranking alla 126ª posizione. Chiude il 2023 alla 160ª dopo i deludenti risultati di fine stagione.
Nella prima parte del 2024 i migliori risultati sono il suo secondo match vinto nel circuito maggiore (all'ATP 250 dell'Estoril Open) e una semifinale raggiunta nei Challenger. A luglio esce dalla top 200 e vi rientra a settembre quando vince il Challenger 100 di Tulln an der Donau sconfiggendo in finale Lukas Neumayer. Rimane per diversi mesi nelle posizioni a cavallo della 200ª e dopo i successi a luglio nei Challenger degli Internationaux de Troyes e del Dutch Open rientra nella top 150.

## Statistiche

### Tornei minori

#### Singolare

##### Vittorie (16)
| Legenda tornei minori      |
| Challenger (5)             |
| ITF World Tennis Tour (11) |

| N.  | Data             | Torneo                                                  | Superficie    | Avversario in finale  | Punteggio        |
| 1.  | 24 agosto 2014   | Belgium F12, Huy                                        | Terra rossa   | Julien Cagnina        | 3-6, 6-4, 7-63   |
| 2.  | 4 ottobre 2015   | France F20, Forbach                                     | Sintetico (i) | Ugo Humbert           | 6-3, 7-62        |
| 3.  | 1 maggio 2017    | Sweden F1, Karlskrona                                   | Terra rossa   | Hugo Dellien          | 7-5, 4-6, 6-2    |
| 4.  | 5 agosto 2017    | Germany F9, Essen                                       | Terra rossa   | Daniel Dutra da Silva | 6-4, 7-66        |
| 5.  | 13 agosto 2017   | Germany F10, Wetzlar                                    | Terra rossa   | Elmar Ejupovic        | 7-5, 7-61        |
| 6.  | 20 agosto 2017   | Germany F11, Karlsruhe                                  | Terra rossa   | Máté Valkusz          | 6-2, 6-4         |
| 7.  | 11 agosto 2018   | Germany F11, Treviri                                    | Terra rossa   | Benjamin Hassan       | 6-4, 3-6, 6-3    |
| 8.  | 26 agosto 2018   | Belgium F9, Huy                                         | Terra rossa   | Colin Sinclair        | 3-6, 7-60, 6-3   |
| 9.  | 13 ottobre 2019  | M15 Bad Salzdetfurth                                    | Terra rossa   | Stefan Seifert        | 6-3, 6-1         |
| 10. | 8 dicembre 2019  | M15 Santo Domingo                                       | Cemento       | Camilo Ugo Carabelli  | 6-0, 6-0         |
| 11. | 14 agosto 2022   | M15 Francoforte                                         | Terra rossa   | Imanol López Morillo  | 6-3, 7-64        |
| 12. | 9 ottobre 2022   | Campeonato Internacional de Tênis de Campinas, Campinas | Terra rossa   | Juan Pablo Varillas   | 6-4, 6-4         |
| 13. | 13 agosto 2023   | Meerbusch Challenger, Meerbusch                         | Terra rossa   | Camilo Ugo Carabelli  | 6-4, 6-0         |
| 14. | 8 settembre 2024 | NÖ Open, Tulln an der Donau                             | Terra rossa   | Lukas Neumayer        | 6-4, 6-1         |
| 15. | 6 luglio 2025    | Internationaux de Troyes, Troyes                        | Terra rossa   | Calvin Hemery         | 6-4, 6(4)-7, 6-2 |
| 16. | 20 luglio 2025   | Dutch Open, Bunschoten                                  | Terra rossa   | Kimmer Coppejans      | 6-4, 3-6, 6-3    |

##### Sconfitte in finale (10)
| N.  | Data              | Torneo                          | Superficie    | Avversario in finale | Punteggio      |
| 1.  | 17 agosto 2014    | Germany F12, Karlsruhe          | Terra rossa   | Yannick Hanfmann     | 5-7, 1-6       |
| 2.  | 25 luglio 2015    | Germany F8, Treviri             | Terra rossa   | Maximilian Neuchrist | 7-65, 4-6, 3-6 |
| 3.  | 3 agosto 2015     | Germany F10, Wetzlar            | Terra rossa   | Hugo Dellien         | 3-6, 3-6       |
| 4.  | 11 ottobre 2015   | Germany F15, Leimen             | Cemento (i)   | Mats Moraing         | 4-6, 6-3, 2-6  |
| 5.  | 13 febbraio 2016  | Switzerland F1, Oberentfelden   | Sintetico (i) | Uladzimir Ihnacik    | 4-6, 3-6       |
| 6.  | 25 settembre 2016 | USA F29, Irvine                 | Cemento       | Mackenzie McDonald   | 0-6, 3-6       |
| 7.  | 16 maggio 2017    | Germany F8, Kassel              | Terra rossa   | Jürgen Zopp          | 3-6, 2-6       |
| 8.  | 18 marzo 2018     | USA F7, Bakersfield             | Cemento       | Mathias Bourgue      | 2-6, 3-6       |
| 9.  | 19 agosto 2018    | Meerbusch Challenger, Meerbusch | Terra rossa   | Filip Horanský       | 7-67, 3-6, 3-6 |
| 10. | 1º dicembre 2019  | M15 Santo Domingo               | Cemento       | Daniel Altmaier      | 3-6, 6-4, 4-6  |